# Lal Krishna Advani

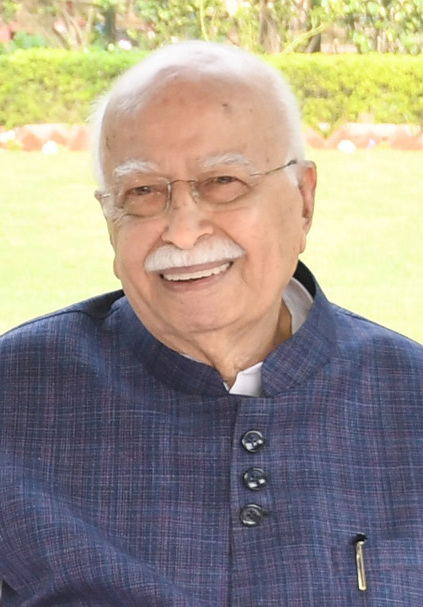
L. K. Advani (2022)

Lal Krishna Advani (Hindi: लालकृष्ण आडवाणी Lālkṛṣṇa Aḍvāṇī [lɑːlˈkrɪʃnʌ ʌɖˈʋɑːni]; * 8. November 1927 in Karatschi, Sindh, damals Britisch-Indien, heute Pakistan), häufig auch L. K. Advani, ist ein indischer Politiker der hindunationalistischen Partei Bharatiya Janata Party (BJP). Er war von 1977 bis 1979 Minister für Information und Rundfunk in der Regierung Morarji Desais und von 1998 bis 2004 Innenminister unter Atal Bihari Vajpayee. Außerdem war er mehrfach Parteivorsitzender der BJP und deren Vorgängerpartei Bharatiya Jana Sangh sowie Oppositionsführer im indischen Parlament.

## Biografie

### Frühe Jahre
L. K. Advani wurde am 8. November 1927 in Karatschi im heutigen Pakistan in eine Sindhi-sprachige Hindu-Familie geboren. Er besuchte die renommierte St. Patrick’s High School in Karatschi, ehe er sich 1942 im Alter von 14 Jahren der hindunationalistischen Kaderorganisation Rashtriya Swayamsevak Sangh (RSS) anschloss. Nach der Teilung Indiens und den darauffolgenden Gewalttätigkeiten zwischen Hindus und Muslimen floh Advani 1947 aus Karatschi und war in den nächsten Jahren für die RSS in Rajasthan tätig. 1951 schloss er sich dem Bharatiya Jana Sangh, dem neugegründeten politischen Arm der RSS, an. 1957 zog er in die Hauptstadt Delhi und war dort für den Jana Sangh tätig.

### Bharatiya Jana Sangh und Janata Party
1970 wurde L. K. Advani erstmals für den Bharatiya Jana Sangh in die Rajya Sabha, das Oberhaus des indischen Parlaments gewählt, deren Mitglied er bis 1989 blieb. 1973 wurde er zum Parteivorsitzenden des Bharatiya Jana Sangh gewählt. Während des von Indira Gandhi verhängten Ausnahmezustands wurde Advani, wie viele andere Oppositionspolitiker auch, 1975 inhaftiert. Nach der Aufhebung des Ausnahmezustands schloss sich der Bharatiya Jana Sangh mit einer Reihe anderer Oppositionsparteien zur neuen Janata Party zusammen, die die Parlamentswahl 1977 gewann. Advani wurde zum Generalsekretär der Janata Party bestimmt und übernahm in der Regierung Morarji Desais das Amt des Ministers für Information und Rundfunk. Aufgrund ideologischer Konflikte zwischen dem linksgerichteten und säkularen Flügel auf der einen und dem hindunationalistischen Flügel auf der anderen Seite stürzte die Janata-Party-Regierung aber bereits nach zwei Jahren.

### Bharatiya Janata Party
1980 zogen sich die ehemaligen Mitglieder der Bharatiya Janata Sangh aus der Janata Party zurück und gründeten die hindunationalistische Bharatiya Janata Party (BJP). Auch Advani schloss sich der neuen Partei an und wurde zu deren Generalsekretär bestimmt. 1986 stieg er in das Amt des Parteivorsitzenden auf, das er zunächst bis 1991 behielt. 1989 wurde er in das Unterhaus des indischen Parlaments, die Lok Sabha, gewählt. Bis auf 1996 trat er bei allen folgenden Wahlen (1991, 1998, 1999, 2004, 2009 und 2014) an und war bei jeder Kandidatur erfolgreich. Bis 1991 vertrat er den Wahlkreis Neu-Delhi, seitdem den Wahlkreis Gandhinagar in Gujarat. Von 1989 bis 1993 war Advani Oppositionsführer im Parlament. Von 1993 bis 1998 übernahm er erneut das Amt des BJP-Parteivorsitzenden.

Advanis geplante Pilgerfahrt von Somnath nach Ayodhya 1990

L. K. Advani war die zentrale Figur in der Kampagne der BJP zum Bau des Ram-Janmabhumi-Tempels am angeblichen Geburtsort des Gottes Rama anstelle der während der muslimischen Herrschaftsperiode errichteten Babri-Moschee im nordindischen Ayodhya (siehe dazu: Tempel-Moschee-Kontroverse von Ayodhya). Advani unternahm 1990 eine öffentlichkeitswirksame Pilgerfahrt (Rath Yatra) von Somnath an der Westküste Indiens nach Ayodhya, um Freiwillige für die Kampagne zu mobilisieren. Die Pilgerfahrt erreichte nicht ihr Ziel, da Advani auf Betreiben des Chief Ministers von Bihar Lalu Prasad Yadav am 23. Oktober 1990 in Samastipur in Bihar festgenommen wurde. Dieses Ereignis führte indirekt zum Sturz der Regierung von Premierminister V. P. Singh. Zwei Jahre später zerstörten militante Hindunationalisten am 6. Dezember 1992 die Moschee. Es folgten indienweite Gewalttätigkeiten zwischen Hindus und Muslimen, die mehr als 2000 Todesopfer forderten. Wegen seiner mutmaßlichen Mitverantwortung für die Zerstörung der Babri-Moschee wurde Advani angeklagt und 2003 und 2010 in zwei Instanzen freigesprochen. Am 19. April 2017 ordnete der Oberste Gerichtshof Indiens jedoch die Wiederaufnahme des Verfahrens gegen Advani und andere Mitangeklagte an.
1998 gewann das BJP-geführte Parteienbündnis National Democratic Alliance (NDA) die indischen Parlamentswahlen und bildete daraufhin die Regierung unter Atal Bihari Vajpayee. L. K. Advani übernahm in der Vajpayee-Regierung das Amt des Innenministers. Bei der Neuwahl 1999 wurde die Regierung bestätigt, Advani erhielt erneut das Innenministerium. Ab 2002 war er zudem stellvertretender Premierminister. Bei der Parlamentswahl 2004 wurde die BJP-Regierung wieder abgewählt. In der folgenden Legislaturperiode fungierte Advani für die BJP als Oppositionsführer. Außerdem wurde er 2004 zum nunmehr dritten Mal zum Parteivorsitzenden der BJP gewählt. Im Juni 2005 löste Advani parteiinterne Querelen aus, als er Pakistans Staatsgründer Muhammad Ali Jinnah während einer Reise in das Nachbarland als säkular lobte. Advani musste zwischenzeitlich als Parteivorsitzender zurücktreten, zog seinen Rücktritt wenige Tage später aber wieder zurück. Ende 2005 gab er den Parteivorsitz aber endgültig ab.
Bei der Parlamentswahl 2009 trat Advani als Spitzenkandidat der BJP an, die Wahl ging aber erneut an die Kongresspartei verloren. Advani übernahm zunächst wieder das Amt des Oppositionsführers, gab es aber Ende 2009 an seine Parteikollegin Sushma Swaraj ab.
2015 wurde er mit dem Padma Vibhushan ausgezeichnet.